# Aluminijev fluorid
Aluminijev fluorid je kemijska spojina s formulo AlF3. Je brazbarvna sol, ki se lahko pripravi sintetsko, v naravi pa se pojavlja kot mineral rozenbergit.  Uporablja se predvsem kot talilo v proizvodnji aluminija. 

## Proizvodnja in nahajališča
Večina aluminijevega fluorida se proizvede z raztapljanjem aluminija v heksafluorosilicijevi kislini: 
H2SiF6 + Al2O3 → 2 AlF3 + SiO2 + H2O
Druga možnost je termični razpad amonijevega heksafluoroaluminata:
(NH4)3[AlF6] → NH4[AlF4]   + 2 NH3 + 2 HF
NH4[AlF4] → AlF3 + NH3 + HF
Laboratorijske količine AlF3 se lahko pripravijo iz aluminija ali aluminijevega hidroksida in fluorovodikove kisline:
2 Al + 6 HF  → 2 AlF3 + 3 H2
Al(OH)3 + 3 HF → AlF3 + 3 H2O
V naravi se nahaja trihidrat (AlF3•3H2O) kot redek mineral rozenbergit.

## Struktura
Osnovna kristalna celica AlF3 je sestavljena iz popačenih oktaedrov AlF6. Vsak fluoridni ion  je povezan z dvema Al centroma. Spojina ima zaradi tridimenzionalne polimerne strukture visoko tališče. Zgradba se razlikuje od zgradb drugih trdnih aluminijevih halidov: AlCl3 ima plastno zgradbo, AlBr3 in AlI3 pa sta molekularna dimera. Drugi halidi imajo tudi nizka tališča in pri izparevanju tvorijo dimere. V plinski fazi aluminijevega fluorida obstajajo tudi trikotne molekule s simetrijo D3h. Dolžine vezi Al-F v njih so 163 pm.

## Uporaba

### Elektroliza glinice
Aluminijev fluorid je pomemben aditiv (talilo) za elektrolizo glinice po Hall-Héroultovem postopku. Skupaj s kriolitom (Na3AlF6) znižata izredno visoko tališče glinice (2072 °C) pod 1000  °C in zvišata električno prevodnost taline.  Glinica se v bistvu raztopi v talini fluorita in kriolita in se nato z elektrolizo pretvori v elementarni aluminij.

### Drugo
AlF3 je skupaj s cirkonijevim(IV) fluoridom (ZrF4) sestavina flouroaluminatnih stekel. Uporablja se tudi kot zaviralec fermentacije in za pripravo  prevlek z nizkim lomnim količnikom.

## Toksičnost
AlF3 ima majhno toksičnost. LD50 je 600 mg/kg.